# I Grupa Lotnictwa Transportowego „Felice Terracciano”
I Grupa Lotnictwa Transportowego „Felice Terracciano” (wł. I Gruppo Aerotrasporti "Felice Terracciano")  – jednostka lotnicza Sił Zbrojnych RSI podczas II wojny światowej.
Grupa została sformowana w listopadzie 1943 r. w Orio al Serio koło Bergamo. Wchodziła w skład Aeronautica Nazionale Repubblicana. Na jej czele stanął mjr (ppłk) Egidio Pellizzari. Skupiła wielu weteranów Regia Aeronautica z lotnictwa bombowego i transportowego. Latała na samolotach Savoia-Marchetti SM.81. Z powodu ograniczonych potrzeb transportowych Sił Zbrojnych RSI zdecydowano na przeniesienie grupy na front wschodni. Pod koniec stycznia 1944 r. włoscy piloci trafili do Goslaru, gdzie Niemcy zgromadzili wszystkie przejęte po kapitulacji Włoch samoloty SM.81. Włosi dostali 24 transportowce. Weszli w skład VI Floty Powietrznej Luftwaffe. Po przeszkoleniu na pocz. kwietnia trafili na północny odcinek frontu do Spilve pod Rygą. Latali nad Finlandią, Prusami Wschodnimi i państwami bałtyckimi jako 10 Grupa Lotnicza (włoska). Dzieliła się ona na trzy eskadry transportowe. Ich służba trwała 6 miesięcy, podczas których wylatali ok. 2,5 tys. godzin. We wrześniu powrócili do Bergamo. W listopadzie jednostkę rozwiązano.